# Ферзен, Кристина Августа фон
Графиня Кристина Августа фон Ферзен (швед. Christina Augusta von Fersen, в замужестве Löwenhielm; 1754—1846) — шведская дворянка.
Была в числе самых известных личностей эпохи Густавов; одна из «трёх граций»: Кристина фон Ферзен, Ульрика фон Ферзен, Луиза Мейерфельдт.

## Биография
Родилась 10 марта 1754 года. Была одной из шести дочерей överhovjägmästare графа Карла Рейнхолда фон Ферзена и его жены Шарлотты Спарре; внучка шведского политика и военного деятеля Ханса фон Ферзена.
До замужества Кристина Августа служила фрейлиной при королевском дворе. В декабре 1770 года она вышла замуж за дипломата графа Фредрика Адольфа Лёвенхильма (1743—1810), и они после свадьбы на некоторое время поселились в загородном поместье Фредрика.

### Отношения с Карлом XIII
Переезд супругов в Стокгольм в 1771 году совпал с возвращением герцога Карла XIII (брата Густава III) в Швецию после того, как он был отправлен за границу, чтобы забыть о своем желании жениться на Брите Хорн. В августе 1771 года Карл начал ухаживать за Августой Лёвенхильм, на чьи чувства она ответила. В 1774 году король Густав III убедил своего брата для пользы трона жениться на Гедвиге Елизавете Гольштейн-Готторпской. 6 апреля 1774 года муж Кристины Августы был назначен шведским посланником в Дрездене. Кристина сначала оставалась в Швеции, затем тоже уехала в Дрезден, во время пребывания в нём она и Карл связывались друг с другом посредством писем. Позже Карл попросил короля позволить Кристине Августе вернуться в Швецию, на что было получено разрешение. Она вернулась на родину осенью 1776 года и была представлена ко двору Гедвиги Гольштейн-Готторпской 18 ноября этого же года.

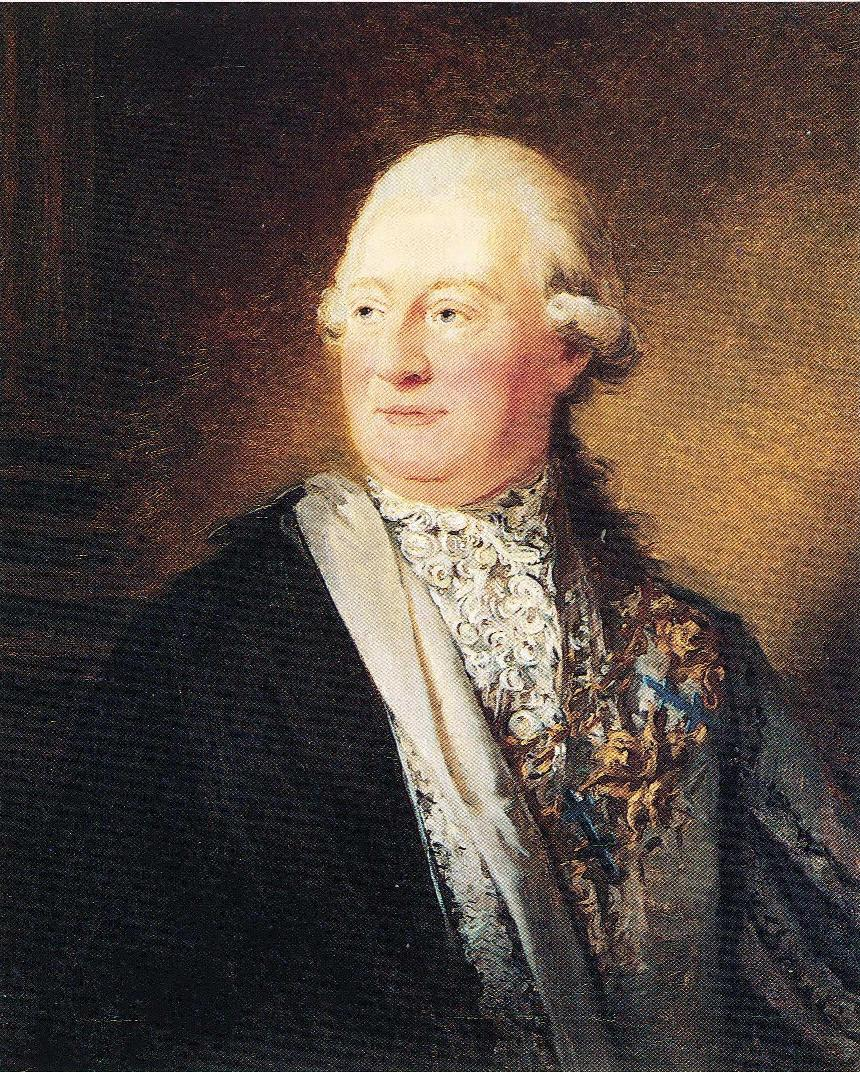
Граф Carl Adam Wachtmeister

После её возвращения Карл хотел возобновить отношения с Кристиной Августой, однако она отказалась и посвятила себя другим отношениям, в частности, с полковником бароном Карлом Адамом Вахтмейстером (Carl Adam Wachtmeister), а также русским дипломатом Александром Куракиным, которого Екатерина II отправила в Швецию. Но в декабре 1776 года Кристина Августа и Карл снова возобновили свои отношения, которые продолжались до лета 1777 года и были снова разорваны по инициативе Кристины Августы, так как она влюбилась в Ханса Хенрика фон Эссена. Фон Эссен стал её официальным любовником, в то время как герцог Карл вступил в отношения с балериной Шарлоттой Слоттсберг.

### Жизнь при королевском дворе

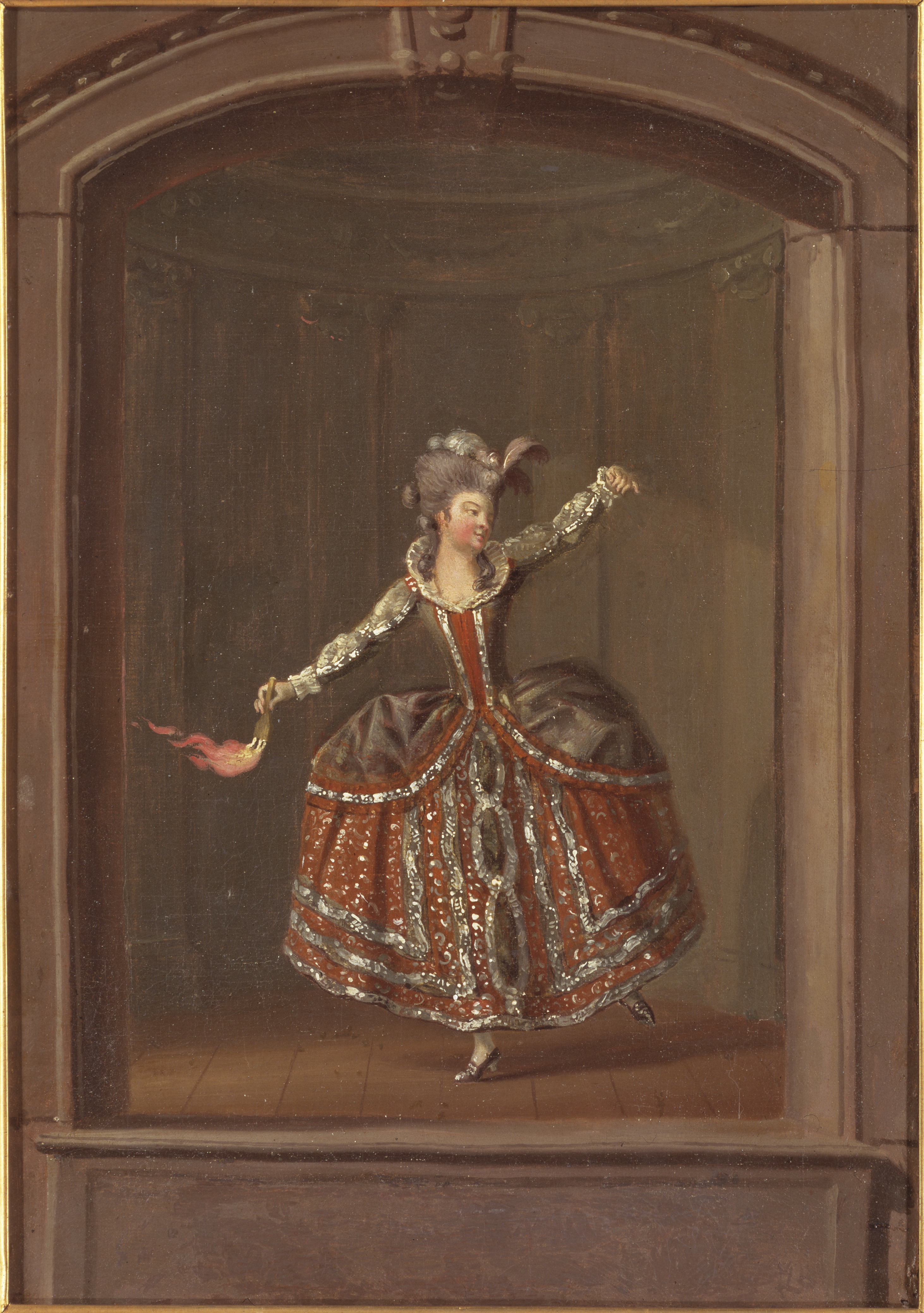
Кристина Августа фон Ферзен в любительском театре Густава III

С 1777 по 1795 год Кристина Августа служила при королевском дворе статс-дамой (statsfru) у королевы Софии Магдалены Датской. Во время пребывания её матери Шарлотты Спарре в Париже, она училась танцам у Мари Салле, впоследствии передав свой талант дочерям, которые танцевали в любительском театре короля Густава III.
Кристина Августа Лёвенхильм описывается современниками как добрый и дружелюбный человек, никогда не говоривший ни о ком плохого слова. В 1780 году она стала символом добродетели и любви во многих поэмах Йохана Габриэля Оксеншерна.
Она была одной из ведущих фигур шведского королевского двора. У неё с сестрой были хорошие отношения с Густавом III. Но когда в 1789 году Густав III вступил в конфликт с дворянством, это вызвало разрыв в отношениях между ним и Ульрикой фон Хёпкен, присоединившейся к политическому демаршу Йоханны фон Лантингсхаузен. Ослабли позиции при дворе и у Кристины Августы. В 1795 году заболела и стала прикованной к постели её мать, которая умерла в этом же году. В 1810 году умерла сестра Ульрика; Кристина Августа дожила до глубокой старости и умерла 8 апреля 1846 года в Стокгольме.
Многие художники написали её портреты.

### Семья

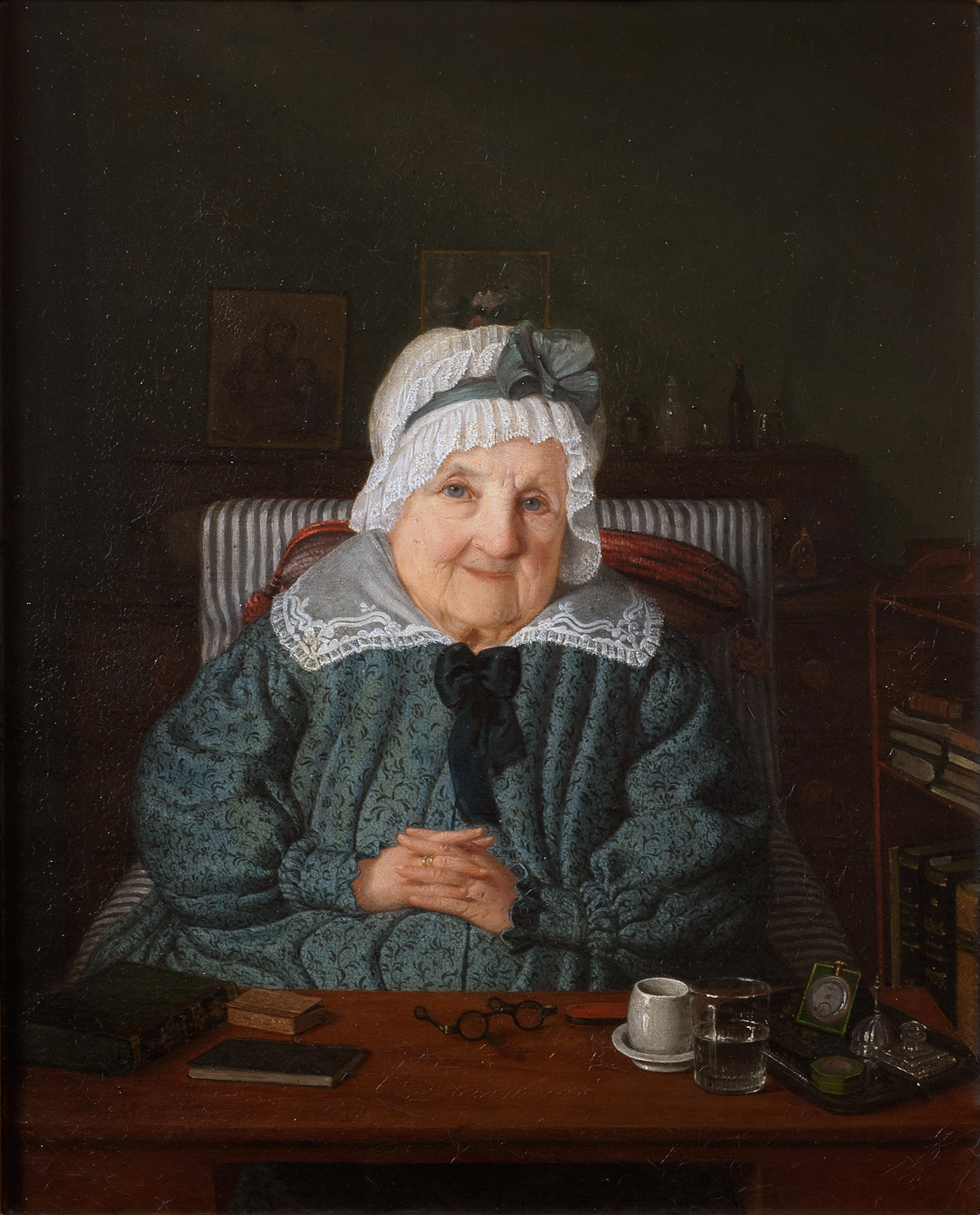
Кристина Августа Лёвенхильм в старости

В семье у Кристины Августы и Фредрика Лёвенхильма были дети:
- Густав Лёвенхильм (1771—1856),
- Карл Аксель Лёвенхильм (1772—1861),[6]
- Charlotta Lovisa Löwenhielm (1774—1783),
- Fredrik August Löwenhielm (1776—1776).

Густав Карл и Карл Аксель считаются внебрачными детьми шведского короля Карла XIII.